# Parapoynx affinialis
Parapoynx affinialis is een vlinder uit de familie van de grasmotten (Crambidae), uit de onderfamilie van de Acentropinae. De wetenschappelijke naam van deze soort is voor het eerst gepubliceerd in 1854 door Achille Guenée.

## Verspreiding
De soort komt voor in Egypte, Mozambique, Saoedi-Arabië, Jemen, (Socotra), het Alajgebergte, India (Assam en de Nicobaren), Bangladesh en Australië.

## Waardplanten
De rups leeft op Potamogeton perfoliatus (Potamogetonaceae).